# Companyia de ferrocarril de Midi

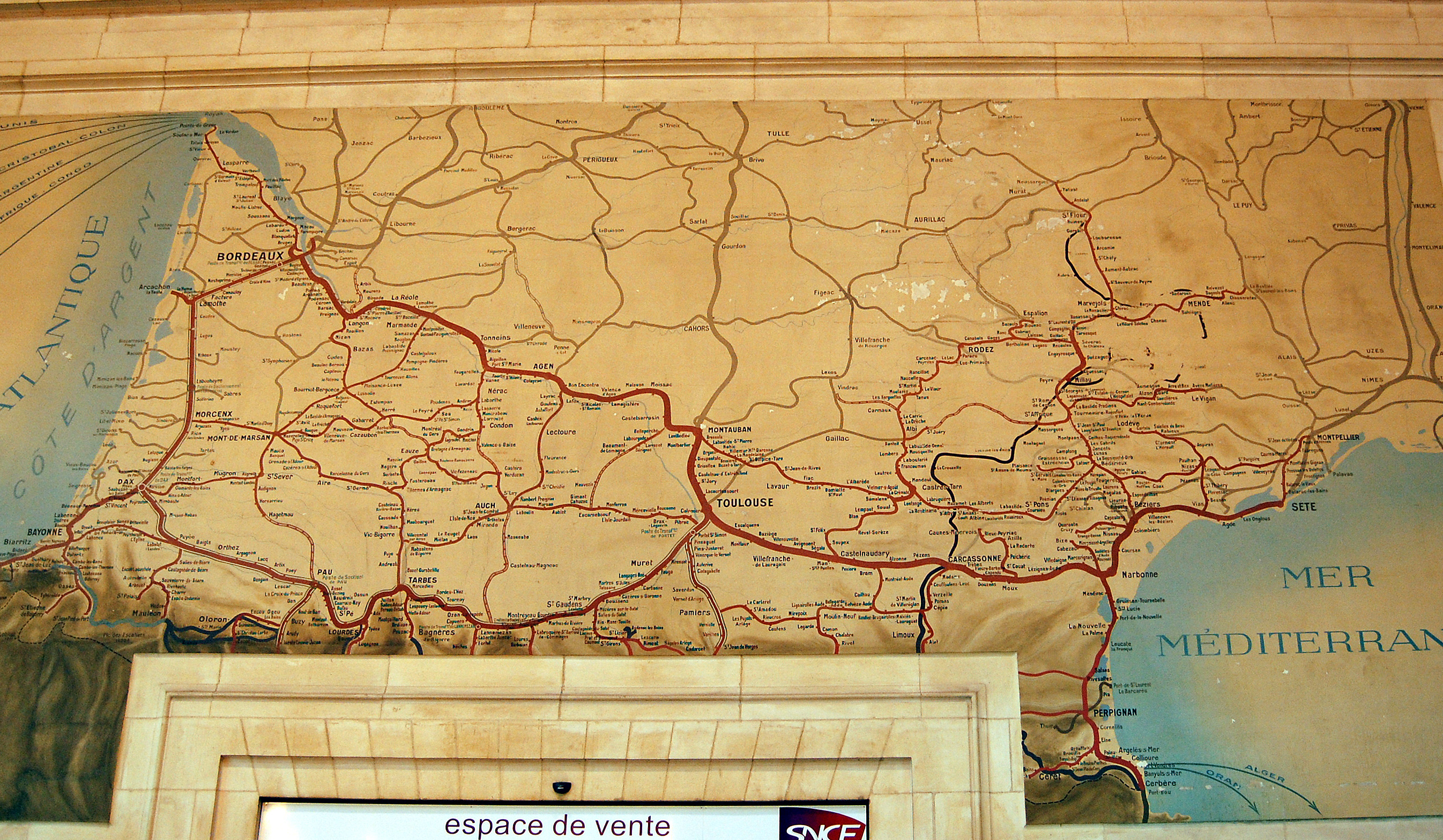
Plànol de la xarxa a l'estació de Burdeus Saint-Jean (la imatge mostra aquest plànol mural en el seu format actual, després que li hagi estat amputada la part baixa després de la renovació de l'estació).

La Compagnie des chemins de fer du Midi o més senzillament Midi era una de les antigues grans companyies privades franceses de ferrocarril. El nom complet era Compagnie des chemins de fer du Midi et du Canal latéral à la Garonne, però es va abreujar. Tenia una xarxa que comunicava la part sud-oest de França, compresa entre el riu Garona i els Pirineus. En la seva època el territori francès era repartit entre sis grans companyies ferroviàries, i aquesta era l'única que no tenia accés directe a París.
El 1934, la Compagnie du Midi, que disposa d'una xarxa de 4.300 km es fusiona amb la Companyia de ferrocarril de París a Orleans (PO). Les dues societats van conservar l'estructura política i les seves concessions. El 1938, les dues companyies es va integrar dins la SNCF i la totalitat dels actius ferroviaris es van nacionalitzar.

## Història
La Companyia dels ferrocarrils de Midi va ser creada el 1852 pels germans Isaac i Émile Pereire. El mateix any, la companyia rep la concessió de la línia de Burdeus a Seta que es va connectar amb les línies Burdeus-Baiona i Narbona-Perpinyà.
Desitjaven assegurar-se el control de la totalitat d'oferta de transport entre l'Atlàntic i el Mediterrani, però igualment amb l'òptica de desenvolupar el potencial de transport aquàtic, la Companyia adquireix, des de la seva creació, una concessió de 99 anys sobre el Canal lateral de la Garona, i el 1858 obté el lloguer del Canal de Midi, per una durada de 40 anys. Però, en el marc del Plan Freycinet, que implicava que els canals fossin controlats per l'Estat, la llei de redempció del 27 de novembre de 1897 estableix els termes per tornar al plec nacional dels dos canals des del final de l'arrendament del Canal de Midi, el 1898.
El turisme termal i els balnearis van tenir un paper molt important en el desenvolupament de la Companyia de Midi. La línia de Tarbes va entrar en funcionament per l'estada de l'emperador Napoleó III i l'emperadriu Eugènia de Montijo a les termes de Saint-Sauveur (Luz-Saint-Sauveur) el 1859.
El 1875, el pont d'Empalot construït en maçoneria per la Companyia de Midi per creuar els dos braços del riu Garona és arrasat en una grossa riuada.
El 1884, la companyia compra els actius de la Companyia de ferrocarril de Perpinyà a Prada i, en particular la línia de Perpinyà a Prada, que s'estendrà per fer la Línia de Perpinyà a Vilafranca de Conflent.
A partir dels anys 1920 la Companyia de Midi i la Companyia de ferrocarril de París a Orleans comencen a negociar una fusió, encara que els poders públics hi son reticents. L'Estat finirà per acceptar la creació d'una comunitat d'interès financer, comercial i tècnic i una fusió estesa de l'explotació i el 16 de juny de 1933, les dues companyies signen un tractat conforme les exigències de l'Estat. Aquest serà aprovat per l'article 8 de la clàusula additiva a la convenció de 1921 entre l'Estat i les principals xarxes signada el 6 de juliol de 1933. Aquesta clàusula va ser aprovat per la llei del 8 de juliol. Les dues companyies continuen existint, però agrupen els seus recursos per al funcionament de les seves xarxes.
Per un acord celebrat entre l'Estat i les companyies de ferrocarrils del Nord, de l'Est, del París-Orleans, Midi i PLM, signat el 31 d'agost de 1937, les xarxes concedides a aquestes empreses es van reagrupar en el si de la SNCF (Société Nationales dels Chemins de Fer) francès pel proper 1 de gener. Aquest acord queda aprovat per un decret el mateix dia. La companyia de ferrocarril de Midi designa dos administradors del consell d'administració de la nova societat en la qual té 112.116 accions.

## Electrificació de la xarxa ferroviària
Des del 1909 la Companyia de Midi llança un vanst programa d'electrificació de les línies sota l'impuls de l'enginyer Jean-Raoul Paul (1869-1960). En aquell moment va ser un gran desafiament que va anar més enllà de les operacions ferroviàries. Va ser necessari construir totes les infraestructures de producció, com preses, centrals de producció i tot el sistema de distribució del corrent, però també per construir les locomotores elèctriques i equipar les línies. El 1900 encara regna la tracció a vapor a tot el territori.
La companyia no té accés a la capital i es troba llavors molt allunyada dels centres de producció de carbó, combustible necessari per la tracció a vapor (la companyia l'ha d'importar d'Anglaterra), però la proximitat dels Pirineus permet produir electricitat. L'escassetat de carbó durant la I Guerra Mundial (1914-1918) i sobretot el cost prohibitiu després de la guerra va confirmar confirmar la direcció que optar per l'electricitat era la bona opció.
Després d'investigacions als sistemes de Suïssa i Alemanya, trien la tensió de 12 kV el 16 ⅔ Hz per raons econòmiques (com moltes altres decisions de la Companyia de Midi). Degut a restriccions tècniques de l'època, se'n adonen ràpidament que el corrent trifàsic no s'adapta perquè és massa complex i no gaire flexible, i que el corrent monofàsic presenta el problema de l'engegada dels motors. Llavors es va constatar que amb una freqüència pròxima als 15 Hz, tot va relativament bé. Aleshores s'escull 16 ⅔ Hz perquè és la tercera part de 50 Hz.
Des de la construcció, la línia de la Cerdanya, de via estreta, va ser elèctrica, ja que certes pujades atenyien fins a 60‰, incompatible amb la tracció a vapor.
A continuació la línia de Perpinyà-Vilafranca de Conflent (Pirineus Orientals) va ser escollida com a lloc de futurs assajos, com que permetia comprovar les instal·lacions i materials alhora en condicions de planura i de muntanya. És l'única línia que no es convertirà a 1500 volts. Va funcionar com llavors fins al 1971, data en què es van retirar les locomotores que van ésser lliurades del 1912 al 1915.

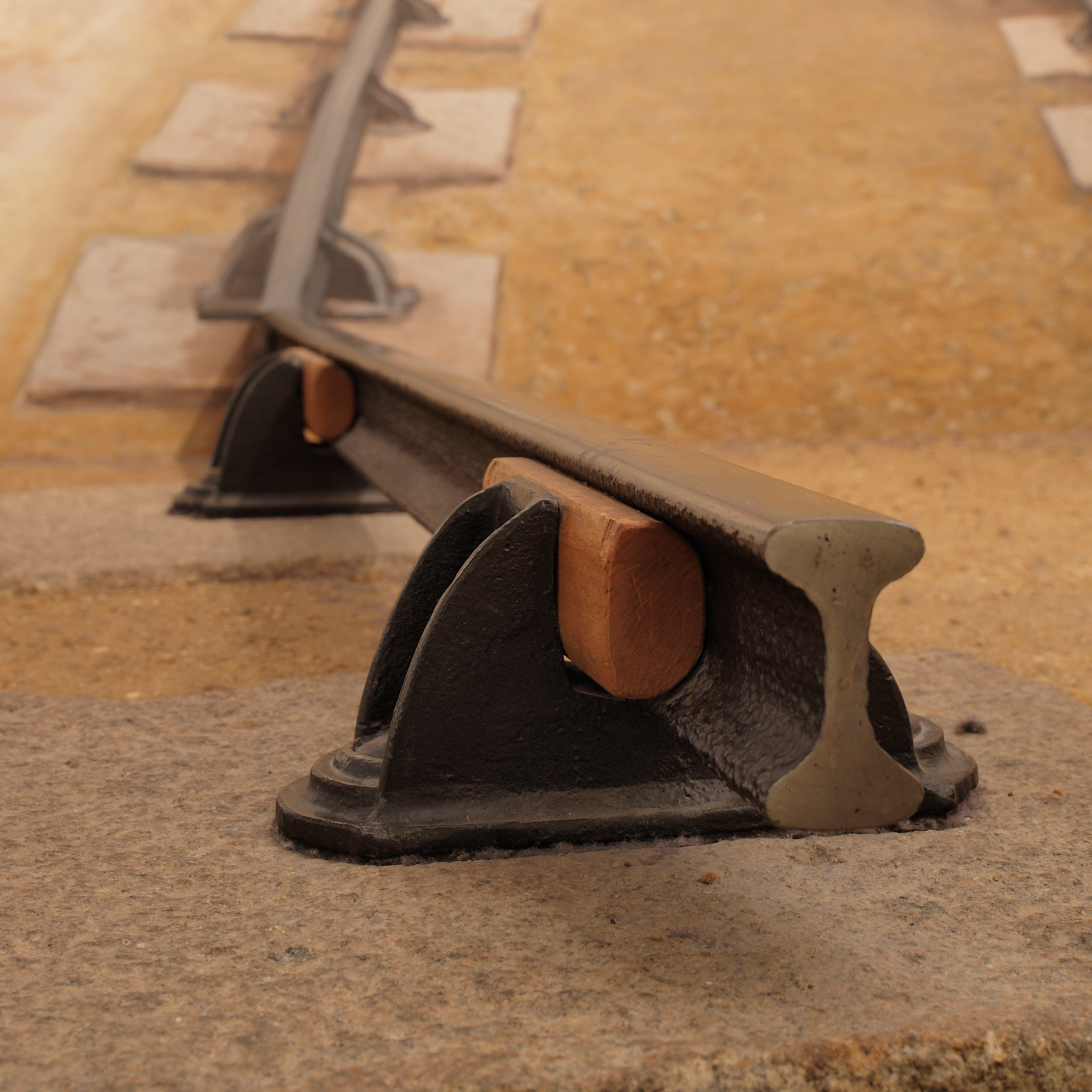
Caril de doble cap (o doble bolet)

A partir de 1911, la companyia fa assajos de sis catenàries i el sistema america de Westinghouse prospera, sempre per preocupacions econòmiques, la catenària era molt simple i els pals es poden fer amb carrils de doble cap recuperats. És una catenària autocompensada (és capaç d'absorbir les variacions de temperatura), flexible i inclinada.
Abans de la fi dels assajos, la companyia fa la candidatura per la construcció dels trams de connexió amb Espanya del Transpirinenc oriental a la Tor de Carol i el Transpirinenc occidental a Canfranc. La tracció elèctrica és la millora opció perquè permet reduir costos de construcció per la tolerància en pendents més pronunciats i els radis de corba més estrets.
La companyia va començar llavors una companya intensiva d'electrificació tant a la xarxa com per obres hidroelèctriques i la xarxa de línies d'alta tensió per al transport del corrent. El 29 d'agost de 1920 el govern imposa el corrent continu a 1500 V., per raons militars, perquè l'exèrcit no volia que s'utilitzés la mateixa tensió que a Alemanya.
La reacció de Midi es immediata i la companyia va omplir des del mes de desembre del mateix any nous programes d'electrificació a 1500 V. Des del 1923, totes les instal·lacions funcionen a 1500 V (excepte la línia de Perpinyà a Vilafranca de Conflent). En menys de dos anys, la reconversió de la xarxa de Midi es va completar.
El rapides del programa d'electrificació de Midi és impressionant: en una dotzena d'anys només tota la xarxa va ser electrificat el 1932, excepte l'enllaç Montalban-Seta que no es posarà en tensió fins al 1935 després de la signatura d'un acord amb el París-Orleans.

## Material rodant de Midi
- Locomotores a vapor
  - 030 801 a 1202
  - 111 1 a 38,
  - 120 101 a 112,
  - 120 113 a 128, 1854,
  - 120 149 a 180,

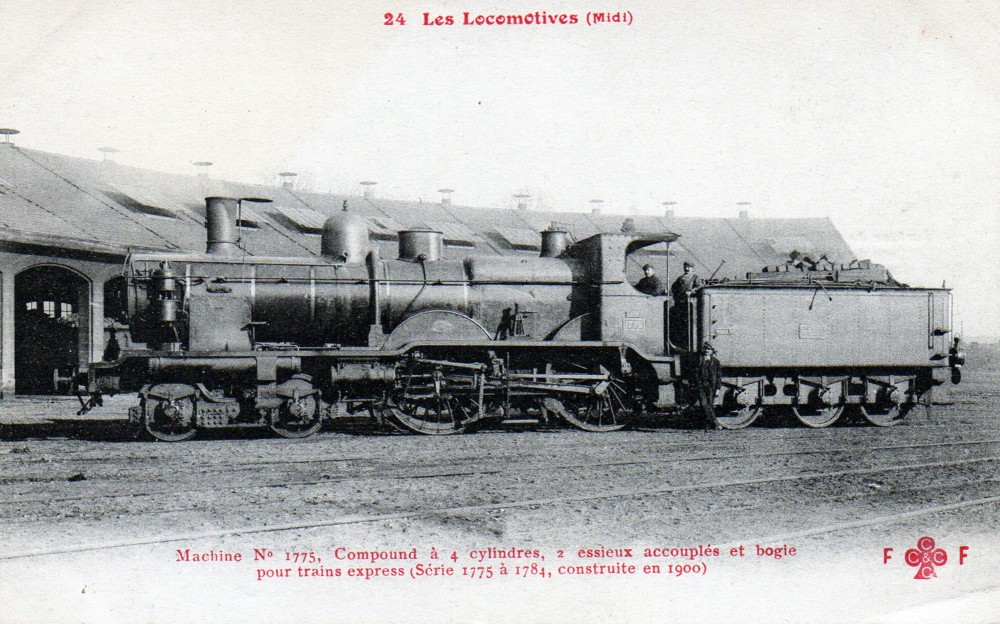
Locomotora 220 1775 compound de 4 cilindres, 1900.

  - 220 1775 a 1784, compound de 4 cilindres, 1900,
  - G8.1 (numerades de 2201 a 2251)

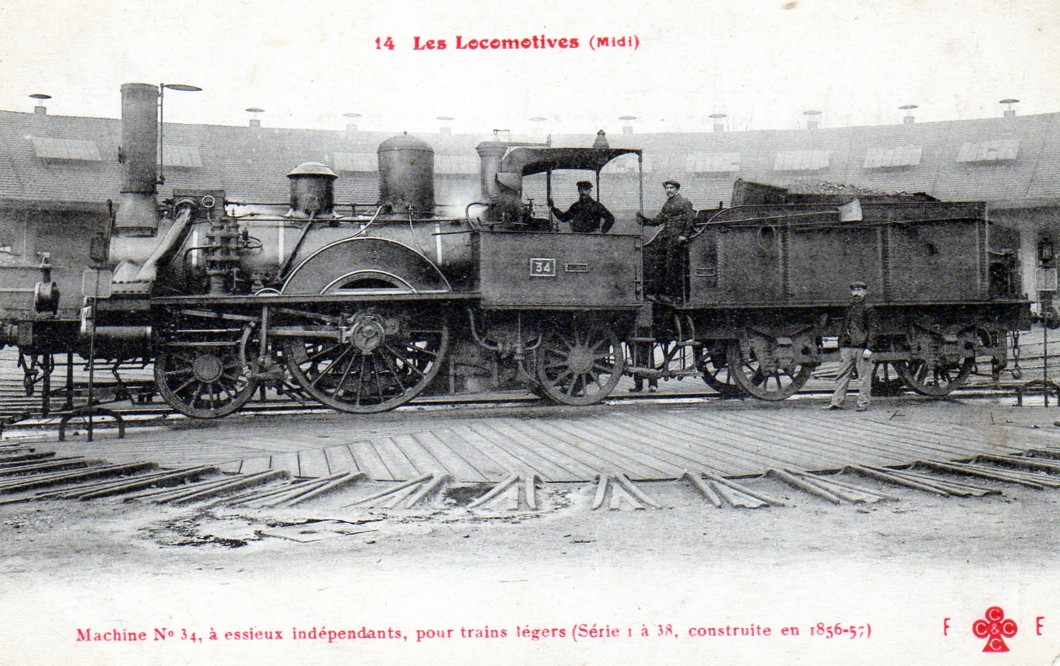
Locomotora 111 034 al dipòsit de Bordeus.
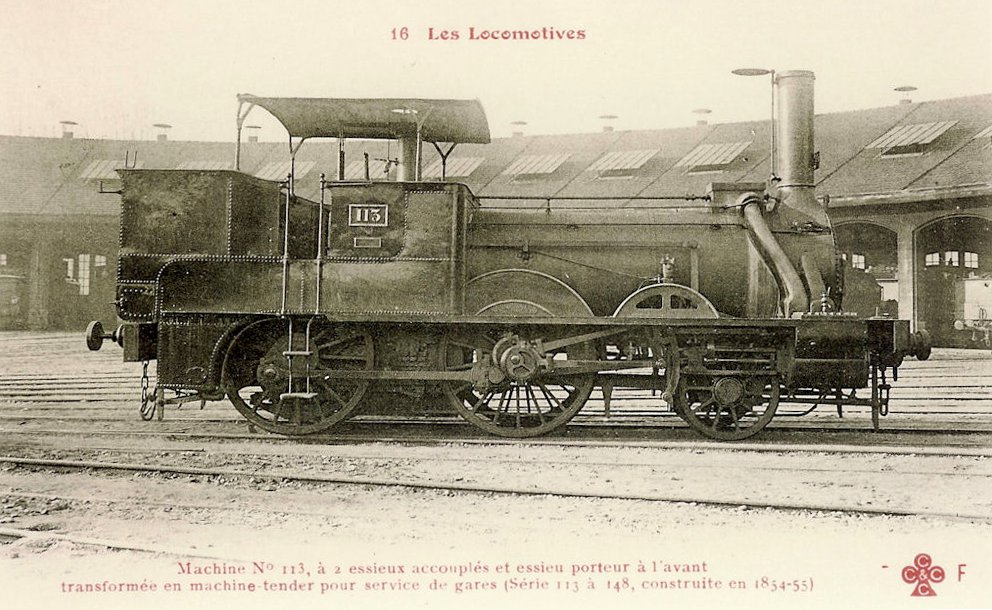
Locomotora 120 113 transformada en locomotora-tender (1895).
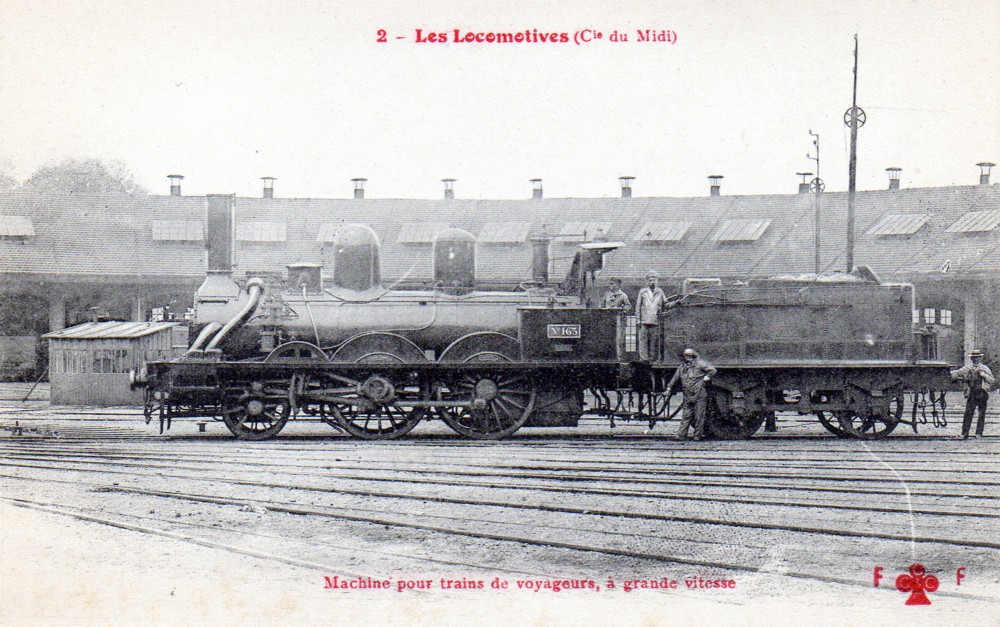
Locomotora 120 163 per a trens ràpids.
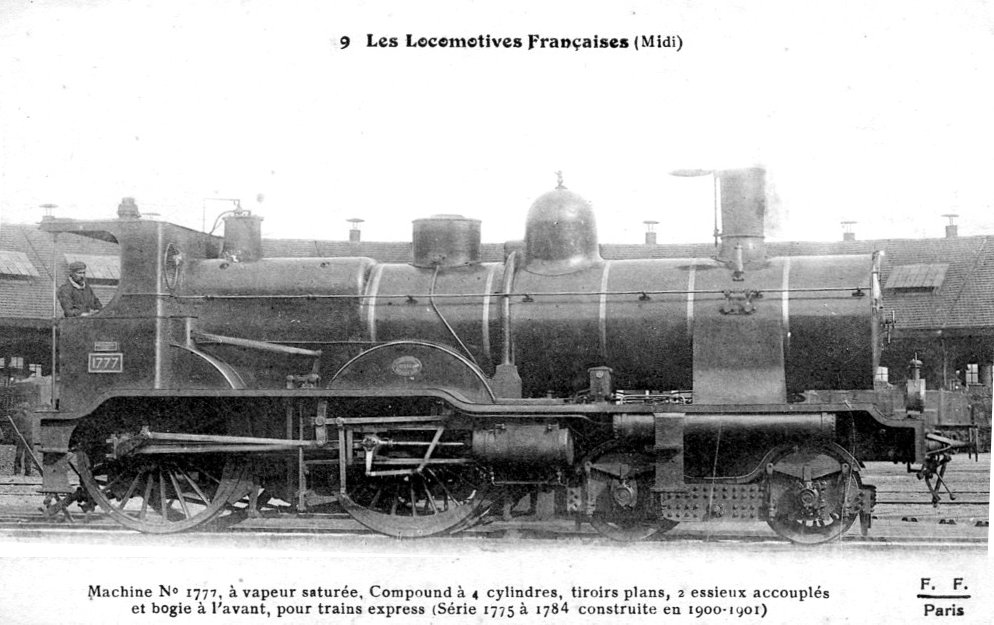
Locomototora 220 1777 a Bordeus.

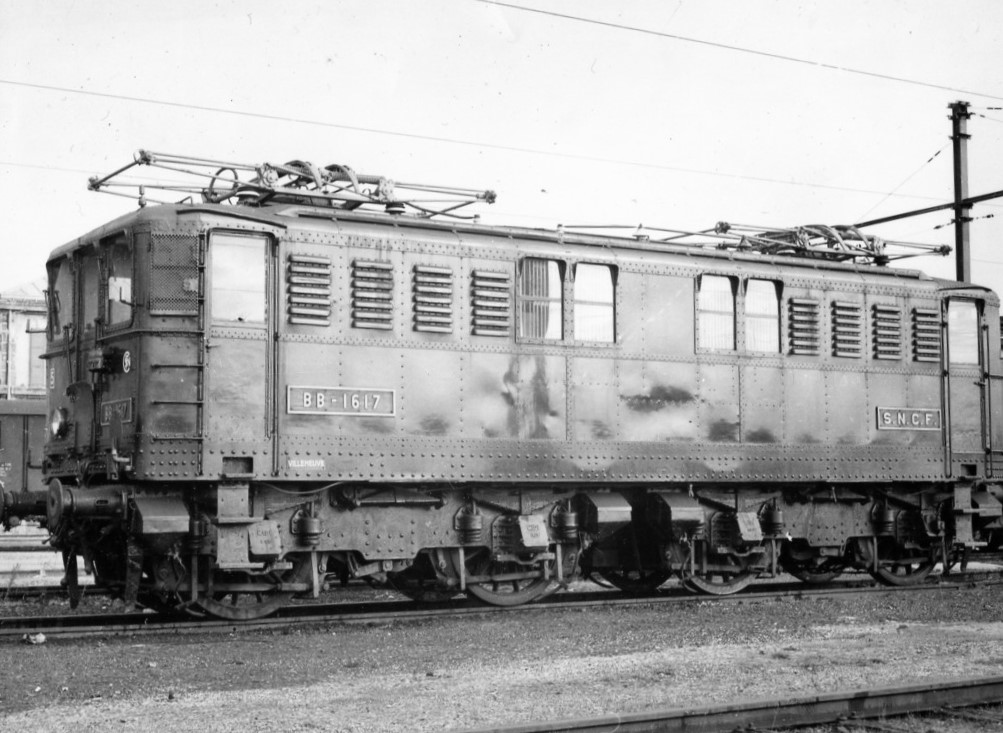
BB 1617 en Montereau l'any 1954

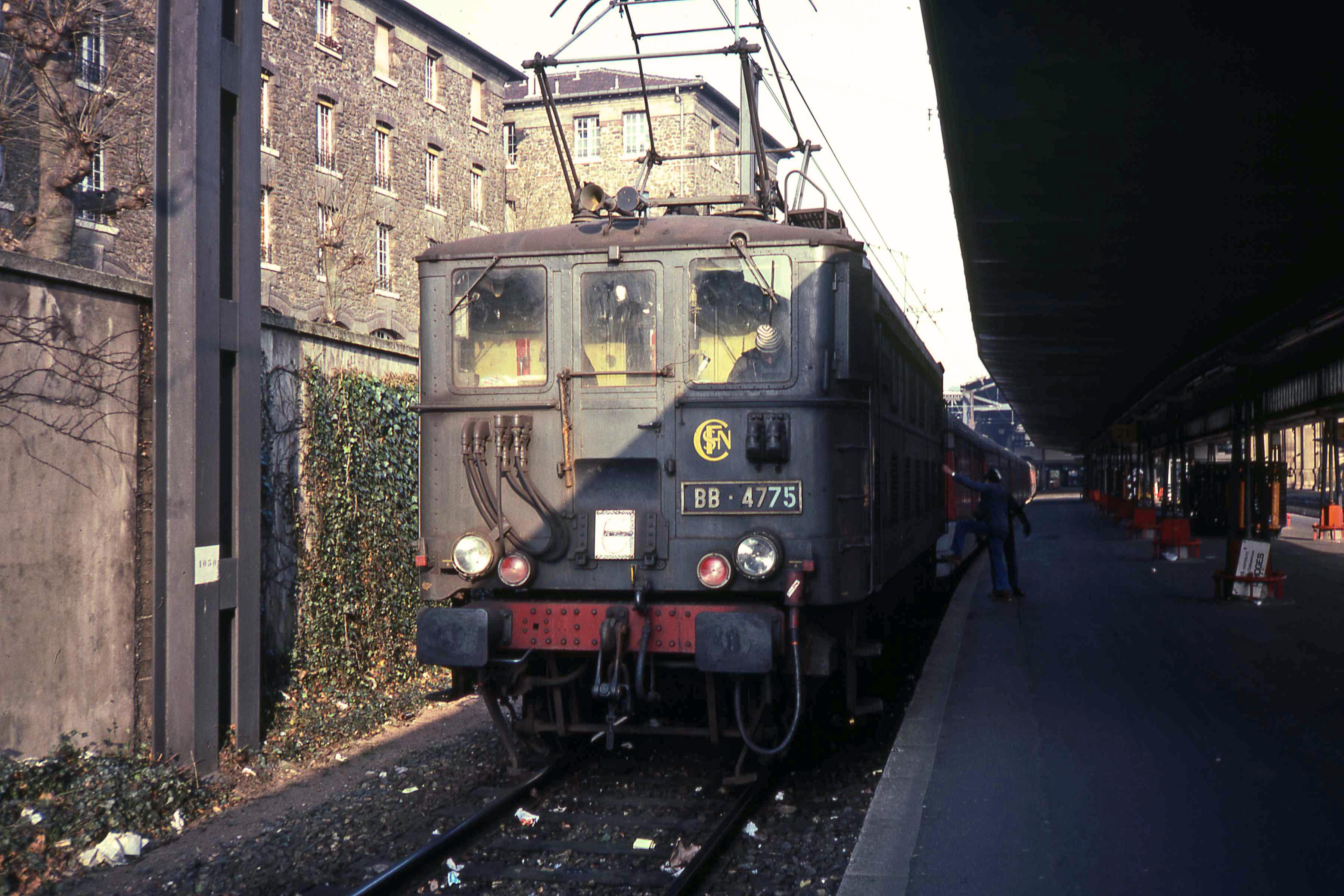
BB 4775 en un servei de maniobres a l'estació de París Austerlitz, darrera seu un tren llits de Talgo.

- Locomotores elèctriques
  - 1C1 3900 (prototipus)
  - 2D2 5000
  - BB Midi
    - BB 1500
    - BB 1600
    - BB 4100
    - BB 4200
    - BB 4600
    - BB 4700
    - BB 4730

  - Z 4200
  - Z 4300
  - Z 4500
  - Z 4900
- Cotxes
  - Cotxe a eixos Sud-Ouest

## La xarxa ferroviària
1) Concessions de 1852
- Línia de Bordeus a Seta. Declarada d'utilitat pública el 21 de juny de 1846

| Data       | Secció                         | Llargada |
| 31/05/1855 | Bordeus-Lengon                 | 42 km    |
| 4/12/1855  | Lengon-Tonens                  | 54 km    |
| 29/05/1856 | Tonens-Valença d'Agen          | 65 km    |
| 30/08/1856 | Valença d'Agen-Montalban       | 45 km    |
| 30/08/1856 | Montalban-Tolosa de Llenguadoc | 46 km    |
| 2/04/1857  | Tolosa de Llenguadoc-Seta      | 219 km   |
| 1/07/1858  | Enllaços de Seta               | 4 km     |

- Ferrocarril de Bordeus a Baiona

| Data       | Secció                  | Llargada |
| 12/11/1854 | Lo Teish-Dacs           | 105 km   |
| 26/03/1855 | Dacs-Baiona             | 50 km    |
| 27/05/1855 | Peçac de Bordèu-Bordeus | 6 km     |

- Ferrocarril de Narbona a Perpinyà

| Data       | Secció             | Llargada |
| 20/02/1858 | Narbona-El Vernet  | 59 km    |
| 26/03/1855 | El Vernet-Perpinyà | 4 km     |